# Слято, полуслято и разделно писане в българския език
Слято, полуслято и разделно писане на сложните и съставните думи е възприет израз за обобщено означаване на един доста сложен правоговорен и правописен проблем в българския език, отражение на съответния езиков проблем. Отговорът на често възникващия въпрос за начина на писмено представяне на даден речеви факт (като една дума или като съчетание от думи) е следствие от езиковата природа на този факт: слято (или полуслято) се пишат речеви единици, които имат характер на единна, цялостно оформена (проста или сложна) дума, а разделно – съставните думи и словосъчетанията.

## Слято писане
Слято се пишат сложните думи с неравноправно (неравностойно) смислово отношение между изграждащите ги основи от типа подчинена основа – главна основа.

### Съществителни
Слято се пишат съществителни:
- в които за подчинена основа служат части на речта, свързани с главната основа със съединителна гласна -о- или -е- (болногледач, лъжесвидетел);
- които са названия на празници и градове, в които подчинената основа е лично или фамилно име, свързано с главната основа без съединителна гласна (Гергьовден, Ивайловград);
- чиято подчинена основа е числително бройно, свързано с главната основа без съединителна гласна (двуколка, тригодишнина);
- предимно със съставки от чужд произход, в които подчинената основа е съществително име, свързано с главната основа без съединителна гласна – под влияние на традицията (емайллак, тонрежисьор, уебстраница) или в случаите, когато техните съставки не се употребяват самостоятелно (джазбенд, айскафе);
- в които подчинената основа е съкратено прилагателно (предимно от чужд произход), свързано с главната основа без или със съединителна гласна (екосистема, електроуред);

### Прилагателни
Слято се пишат прилагателни,
- образувани от съчетание на прилагателно и съществително, при които подчинената основа предхожда главната (англоезичен, мастиленоструен);
- образувани от съставни географски названия (великотърновски, нюйоркски);
- образувани чрез наставка от сложни съществителни (със или без съединителна гласна), в която подчинената основа предхожда главната (железобетонен, риболовен);
- образувани от съчетание на прилагателно и съществително, при които главната основа предхожда подчинената (научнопопулярен, ракетноядрен);
- образувани чрез наставка от сложни съществителни (с полуслято писане), в които главната основа предхожда подчинената (кандидатстудентски, генералмайорски):
- образувани от съчетания от числително (бройно или редно) и съществително име, чиито части се пишат разделно (едноминутен, двучасов);
- в които подчинената основа е наречие, свързано с главната основа със съединителна гласна (аленочервен, бледосин);
- в които главната основа е основа на причастие, а като подчинена основа са използвани различни части на речта (властимащ, испаноговорещ).

### Наречия
Слято се пишат наречия,
- образувани от съчетанието на предлог и наречие: бездруго, вдясно, донякъде, откога, докога, откъде, докъде, отсега, досега, отскоро, доскоро, оттам, дотам, оттук, дотук, оттогава, дотогава, отвсякъде, навсякъде, откакто, отрано, поотделно
- образувани от предлог и съществително име (вследствие, всъщност, завчас, навреме, навръх, наздраве).

Слято се пишат и думите югоизток, северозапад и подобни, както и думата земноводен, въпреки че съставящите елементи са равностойни.

## Полуслято писане
- Ако съставните думи са с неравноправно смислово отношение (главна основа – подчинена основа[3]) или пък сложните думи са с равноправно смислово значение между основите (от типа главна основа – главна основа,[4] т.е. сякаш са свързани с „и“), тогава основите се свързват със съединителна чертица (дефис). Пример: „Асен-Палеолог“, „търговско-промишлен“, „касиер-домакин“, „минута-две“, „телеграфо-пощенски“. Думи, производни от такива думи, също се пишат със съединителна чертица, например „телеграфо-пощенец“, „Джек-Лондонов (разказ)“.
- Частиците по и най се пишат полуслято с прилагателните имена и наречията за образуването на тяхната сравнителна и превъзходна степен.
- Ако съставните думи не са равноправни, като първата дума е главната, а втората — поясняваща, уточняваща или изобщо с подчинена роля по някакъв начин, тогава също използваме тире. Пример: „генерал-лейтенант“ — генерал от тип „лейтенант“, „кандидат-студент“ — кандидат, който може да стане „студент“. Първата дума губи способността си за морфологична изменяемост (напр. членуване).

 Забележка: Ако първата дума запази морфологичната си изменяемост, цялата дума се схваща не като сложно съществително име, а като устойчиво словосъчетание, чиито съставни думи се пишат разделно: жена летец - жената летец, жените летци; къща музей - къщата музей, къщите музеи. Когато е необходимо да се подчертае смисловото единство и да се избегне двусмислие се допуска полуслято писане: Седеше до жената-летец.; Седеше до жената летец.
 Забележка: Когато приложението се разшири, обособяването се отбеляза със запетаи, с тирета или с тире и запетая: Държавите членки на НАТО, се споразумяха за следното...
 Забележка: Ако има опасност да се промени смисълът на сложната дума, съединителната чертица се изпуска. Например „сърбохърватски (език)“ и „сърбо-хърватски“.
Изключение 1. Малко тире се използва, ако първата дума е буква, число или изобщо по някакъв начин особена. Например: гама-лъч, 5-годишен,  20-годишен .
Изключение 2.  Фразеологични съчетания от две съществителни, независимо кое е подчиненото, се записват с дефис. Например: гайтан-вежди, жар-птица, очи-череши.

## Разделно писане
В българския език всички думи се пишат отделно една от друга. Разделно се пишат и съставните думи и словосъчетания, независимо от смисловото отношение между думите (равноправно или подчинено). Разделно се пишат:
- словосъчетания от две съществителни, от които първото може да се членува („студент първокурсник“, „майстор зидар“).
- наименования с подчинени съставки от чужд произход, наложили се като самостоятелни думи (гол линия, бинго зала, сити център, тахан халва);
  - когато подчинената съставка не се е наложила като самостоятелна дума, се пишат слято (редколегия, хидробетон).
  -  за избягване на двусмислие се изписват: голмайстор и попзвезда.[5]